# Товариство імені Макса Планка
Товариство ім. Макса Планка (повна назва: Товариство імені Макса Планка для сприяння розвитку наук, нім. Max-Planck-Gesellschaft zur Förderung der Wissenschaften e.V., скорочено: МПҐ) — незалежна німецька неприбуткова дослідницька установа та провідна неуніверситетська організація, що здійснює фундаментальні дослідження як природничого, так і гуманітарного характеру, — і фінансується з федерального та земельних бюджетів. Подібними організаціями є Товариство імені Фраунгофера, яке займається здебільшого прикладними дослідженнями, Товариство імені Гельмгольца — мережа німецьких національних лабораторій та Наукове товариство імені Лейбніца — об'єднання наукових інститутів фундаментального та прикладного характеру.

## Основні факти
До складу товариства входить 78 інститутів та інших дослідницьких установ.
Правління товариства знаходиться в Мюнхені. В усіх інститутах товариства на постійній основі працює приблизно 12 300 співробітників, при чому 4 200 чоловік з цього числа — це науковці. Додатково в товаристві працює приблизно 9000-10 000 науковців на тимчасових посадах (включаючи аспірантів) та візитерів. Бюджет товариства в 2006 році становив приблизно 1.4 мільярда євро, з яких 84 % становило фінансування з федерального та земельних бюджетів.

## Історія

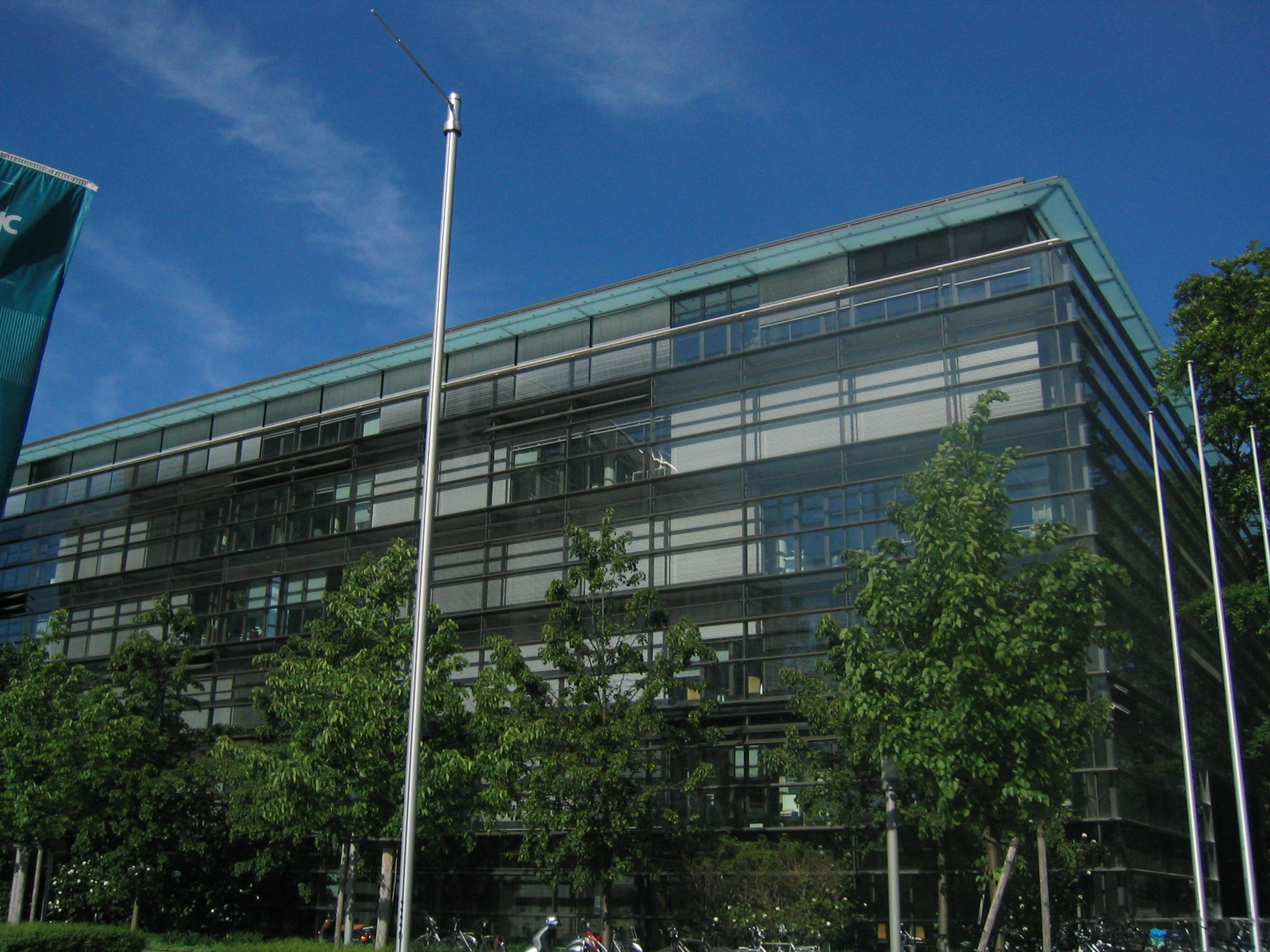
Приміщення адміністрації Товариства ім. Макса Планка в Мюнхені

Товариство було засноване як 26 лютого 1948 року в Геттінгені, як наступник Товариства кайзера Вільгельма. Йому було присвоєно ім'я Макса Планка, всесвітньо відомого німецького фізика, одного з батьків квантової механіки. Першим президентом товариства став відомий німецький хімік, лауреат нобелівської премії з хімії Отто Ган, а першим генеральним секретарем — Ернст Тельшов. Наступною важливою віхою розвитку товариства стала так звана Кеніґштайнерівська угода, у якій міністри фінансів та освіти одинадцяти земель ФРН та Західного Берліна 24 травня 1949 ухвалили рішення про постійне федеральне та земельне фінансування наукових закладів, таких як Товариство ім. Макса Планка. У червні 1960 року Отто Гана на посаді президента товариства замінив інший нобелівський лауреат з хімії Адольф Бутенандт. На цей момент товариство складалося з 40 інститутів та інших наукових закладів, в яких працювало близько 2600 співробітників (з яких приблизно 750 чоловік були науковцями). Бюджет товариства на цей час становив приблизно 80 млн. німецьких марок.

## Управління
Товариство ім. Макса Планка не є державною установою, хоча фінансується переважно з федерального та земельних бюджетів. Воно зареєстроване в Берліні як неприбуткове об'єднання. Адміністрація Товариства та офіс його президента знаходяться в Мюнхені.
Товариство налічує 764 члени, включно з почесними членами та призначеними науковими членами (як правило директорами інститутів).
Члени товариства збираються на загальні збори, що є його основним керівним органом. На цих зборах приймаються зміни до статутів товариства та обираються члени сенату. Сенат є центральним органом ухвалення рішень та основним наглядовим органом. Члени сенату обираються з-поміж впливових в суспільстві та науці осіб. Сенат уповноважений відкривати нові інститути або закривати їх, призначати наукових членів товариства та директорів інститутів, та ухвалювати рішення щодо бюджету. Також сенат обирає президента товариства, членів виконавчого комітету та призначає генерального секретаря товариства. Виконавчий комітет консультує президента та готує проекти важливих рішень. Виконавчий комітет та генеральний секретар утворюють бюро товариства. Президент представляє товариство у відносинах з іншими установами, встановлює напрями дослідницької політики та головує на засідання сенату, виконавчого комітету та на загальних зборах. У справах, що вимагають негайної уваги, президент має повноваження ухвалювати рішення, що за лежать у межах компетенції вищезазначених органів. Сенат обирає президента на шестирічний термін.

### Президенти Товариства
З моменту утворення товариства в 1948 році посаду президента обіймали такі науковці:
| Термін    | Ім'я президента  |
| 1948–1960 | Отто Ган         |
| 1960–1972 | Адольф Бутенандт |
| 1972–1984 | Раймар Люст      |
| 1984–1990 | Гайнц Штааб      |
| 1990–1996 | Ганс Ф. Цахер    |
| 1996–2002 | Губерт Маркл     |
| 2002–2014 | Петер Ґрусс      |
| з 2014    | Мартін Штратманн |

## Структура
Дослідницькими організаціями Товариства є здебільшого інститути, назви яких мають наступний вигляд: наприклад, «Інститут ядерної фізики імені Макса Планка». Інститути розподілено на три відділення (секції):
- Біологічно-медична секція,
- Хімічно-фізично-технічна секція,
- Гуманітарна секція.

Секції готують рішення товариства, що вимагають конкретної наукової компетенції, та рекомендації стосовно призначення наукових членів товариства, а також відкриття та закриття інститутів та відділів. Разом секції утворюють вчену раду товариства.